# Morphotectonique

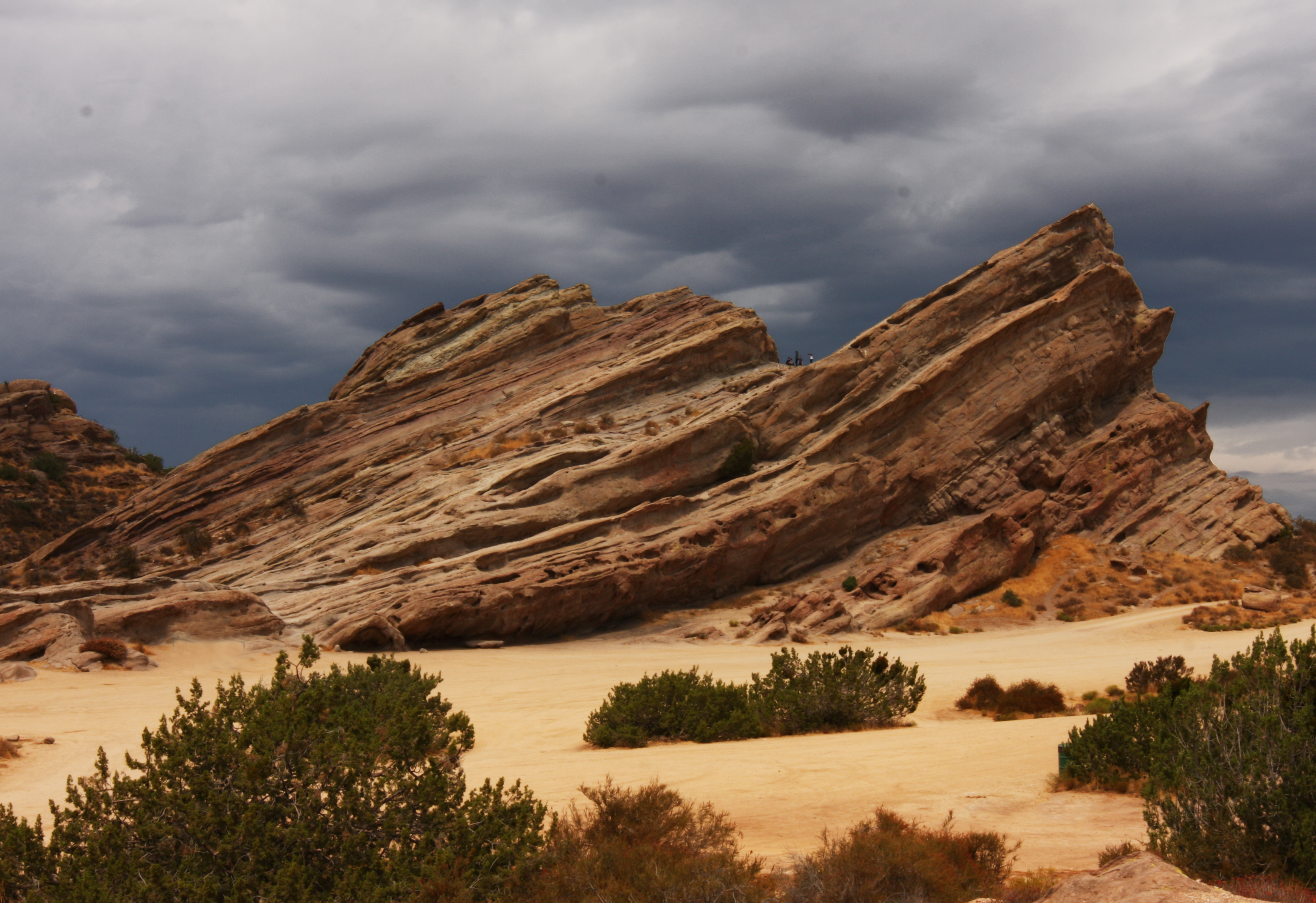
La formation rocheuse «Vasquez Rocks» dans le Natural Area County Park, vestige de processus géologique.

La morphotectonique est une discipline de la géologie ou plus généralement des géosciences qui étudie les conséquences morphologiques des processus tectoniques et d'érosion. 
La morphologie du paysage est la résultante de processus dits endogènes (tectonique, volcanisme...) et exogènes (érosion, climat...). La dynamique des paysages est donc fonction de l'ensemble de ces processus. La morphotectonique tente ainsi de comprendre les influences de chacun de ces processus. Cette discipline empreinte donc des méthodes classiques de la géologie, comme les études de terrain (cartographie...) mais également des méthodes modernes comme la télédétection. Ainsi, depuis maintenant une trentaine d'années, des géologues exercent cette discipline sur Terre et sur Mars.